# Alibertia iquitensis
Alibertia iquitensis är en måreväxtart som beskrevs av Adolpho Ducke. Alibertia iquitensis ingår i släktet Alibertia och familjen måreväxter. Inga underarter finns listade i Catalogue of Life.